# Стацана (Пистоја)
Стацана је насеље у Италији у округу Пистоја, региону Тоскана.
Према процени из 2011. у насељу је живело 34 становника. Насеље се налази на надморској висини од 400 м.